# Rikako Ikee
Rikako Ikee (池江璃花子?, Ikee Rikako; Tokyo, 4 luglio 2000) è una nuotatrice giapponese, detentrice di svariati record nazionali e asiatici, oltre che dei record mondiali juniores sui 50 m stile libero, 50 m farfalla e 200 m misti in vasca lunga, e sui 50 m e 100 m farfalla e 100 m misti in vasca corta.

## Palmarès
- Mondiali in vasca corta:

Windsor 2016: bronzo nei 50m farfalla, nei 100m farfalla e nella 4x50m misti mista.
- Campionati panpacifici

Tokyo 2018: oro nei 100m farfalla, argento nei 200m sl e nella 4x100m misti mista, bronzo nella 4x100m misti.
- Giochi asiatici

Giacarta 2018: oro nei 50m sl, nei 100m sl, nei 50m farfalla, nei 100m farfalla, nella 4x100m sl e nella 4x100m misti, argento nella 4x200m sl e nella 4x100m misti mista.
Hangzhou 2023: argento nella 4x100m sl e bronzo nei 50m farfalla.
- Campionati asiatici

Tokyo 2016: oro nei 50m sl, nei 50m farfalla, nei 100m farfalla e nella 4x100m misti, argento nei 100m sl, nella 4x100m sl e nella 4x200m sl.
- Mondiali giovanili:

Singapore 2015: oro nei 50m farfalla e nei 100m farfalla, argento nei 50m sl e bronzo nella 4x100m misti.
Indianapolis 2017: oro nei 50m sl, nei 50m farfalla e nei 100m farfalla, argento nei 100m sl e bronzo nella 4x100m sl, nella 4x200m sl e nella 4x100m misti.